# KOZ娛樂
KOZ娛樂（韓語：케이오지 엔터테인먼트，中文：凱歐智娛樂）是一間韓國經紀娛樂公司，KOZ為「King Of the Zungle」的縮寫，2018年由韓國知名歌手ZICO於韓國成立，2020年成為韓國HYBE旗下子公司，目前旗下藝人有歌手ZICO與團體BOYNEXTDOOR。

## 歷史
2018年11月26日，ZICO於韓國成立公司。2019年1月11日，ZICO在個人IG正式宣布成立KOZ娛樂，並成為公司旗下第一位藝人。2019年12月16日，旗下歌手Dvwn正式出道，並發行單曲專輯和推出首支單曲MV。
2020年11月18日，正式被Big Hit娛樂收購，成為Big Hit娛樂的子公司。2023年4月4日，公司宣佈將推出旗下第一組男子團體BOYNEXTDOOR，並於同年5月30日正式出道。

## 旗下藝人

### 團體
- BOYNEXTDOOR

### 個人歌手
- ZICO

## 過去旗下藝人
個人歌手
- Dvwn（2019—2024年）

過往的練習生
- 金炫彬（《PRODUCE X 101》，現為NOWZ成員）
- Anton (現為 RIIZE 成員）

## 外部連結
- 官方网站
- KOZ娛樂的Instagram帳戶
- KOZ娛樂的X（前Twitter）
- KOZ娛樂的Facebook專頁
- YouTube上的KOZ娛樂頻道
- YouTube上的KOZ娛樂播放列表 (HYBE LABELS頻道)